# Terry McDermott (piłkarz)
Terence McDermott (ur. 8 grudnia 1951 w Kirkby) – angielski piłkarz występujący na pozycji ofensywnego pomocnika. Trener piłkarski.

## Kariera klubowa
Terry McDermott seniorską karierę rozpoczynał w 1969 roku w klubie Bury F.C. z Third Division. W 1971 spadł z Bury do Fourth Division. W 1973 roku przeniósł się do pierwszoligowego Newcastle United. Z Newcastle w 1974 roku dotarł do finału FA Cup. Na początku sezonu 1974/1975 przeszedł do Liverpool F.C.
W The Reds występował przez kolejne osiem lat. Z Liverpoolem sześciokrotnie zdobył mistrzostwo Anglii 1976, 1977, 1979, 1980, 1982, 1983, trzykrotnie Puchar Ligi Angielskiej w 1981, 1982, 1983, trzykrotnie Puchar Europy w 1977, 1978 i 1981 Puchar UEFA w 1976 oraz Superpuchar Europy w 1977. Ogółem w barwach The Reds wystąpił 328 razy i strzelił 80 bramek.
W 1982 powrócił do Newcastle, który występował wówczas w Second Division. Z Newcastle awansował do pierwszej ligi w 1984. W latach 1984–1985 McDermott był zawodnikiem irlandzkiego Cork City. Karierę zakończył na Cyprze, gdzie występował w latach 1985–1987 w APOEL-u Nikozja. Z APOEL-em zdobył mistrzostwo Cypru w 1986.

## Kariera reprezentacyjna
W reprezentacji Anglii Terry McDermott zadebiutował 7 września 1977 roku w zremisowanym 0:0 towarzyskim meczu ze Szwajcarią. W 1980 roku został powołany do kadry na Mistrzostwa Europy. Na Euro 80 wystąpił w dwóch meczach z Hiszpanią i Belgią.
W 1982 roku został powołany do kadry na Mistrzostwa Świata. Nie zagrał jednak na nich w żadnym pojedynku. Tamten mundial Anglia zakończyła na drugiej rundzie. W latach 1977–1982 w drużynie narodowej McDermott rozegrał w sumie 25 spotkań i zdobył 3 bramki.

## Kariera trenerska
Po zakończeniu kariery Terry McDermott został trenerem. Przez wiele lat pełnił rolę asystenta trenerów w Newcastle. Od 8 do 14 stycznia 1997 był tymczasowym trenerem Newcastle. Od 2008 jest asystentem trenera Huddersfield Town.